# 1. deild 2021
La 1. deild 2021 è stata la 79ª edizione del secondo livello del campionato faroese di calcio, che ha visto il trionfo del Skála ÍF, alla seconda imposizione nel torneo.

## Stagione

### Novità
Rispetto alla stagione precedente, sono quattro le novità: il posto del 07 Vestur, terzo classificatosi in 1.Deild 2020, viene preso dal retrocesso Skála ÍF, mentre il B68 Toftir, quarto classificatosi in 1.Deild, viene sostituito dall'AB Argir, sconfitto allo spareggio. 
Il posto del FC Hoyvík e dell'AB Argir 2, entrambe retrocesse, viene preso dalle neopromosse Suðuroy e EB/Streymur 2, rispettivamente seconda e terza classificata in 2.Deild.

### Formula
Le 10 squadre partecipanti si affrontano tre volte, per un totale di 27 giornate.

## Squadre partecipanti
| Club             | Città      | Stadio           | Stagione precedente         |
| ---------------- | ---------- | ---------------- | --------------------------- |
| AB Argir         | Argir      | Skansi Arena     | 9º posto in Formuladeildin  |
| B36 Tórshavn 2   | Tórshavn   | Gundadalur       | 6º posto in 1.Deild         |
| B71 Sandur       | Sandur     | Inni í Dal       | 8º posto in 1.Deild         |
| EB/Streymur 2    | Eiði       | Við Margáir      | 3º posto in 2.Deild         |
| HB Tórshavn 2    | Tórshavn   | Gundadalur       | 6º posto in 1.Deild         |
| KÍ Klaksvík 2    | Klaksvík   | Við Djúpumýrar   | 3º posto in 1.Deild         |
| NSÍ Runavík 2    | Runavík    | við Løkin        | 5º posto in 1.Deild         |
| Skála ÍF         | Skàli      | Undir Mýruhjalla | 10º posto in Formuladeildin |
| FC Suðuroy       | Vágur      | Á Eiðinum        | 2º posto in 2.Deild         |
| Víkingur Gøta II | Norðragøta | Sarpugerði       | 1º posto in 1.Deild         |

## Classifica
|  | Pos. | Squadra          | Pt | G  | V  | N | P  | GF | GS | DR  |
|  | ---- | ---------------- | -- | -- | -- | - | -- | -- | -- | --- |
|  | 1.   | Skála ÍF         | 53 | 27 | 17 | 2 | 8  | 59 | 31 | +28 |
|  | 2.   | Víkingur Gøta II | 46 | 27 | 12 | 8 | 7  | 68 | 42 | +26 |
|  | 3.   | AB Argir         | 44 | 27 | 12 | 8 | 7  | 53 | 37 | +16 |
|  | 4.   | B71 Sandur       | 42 | 27 | 12 | 6 | 9  | 56 | 48 | +8  |
|  | 5.   | HB Tórshavn 2    | 41 | 27 | 12 | 6 | 9  | 52 | 55 | -3  |
|  | 6.   | NSÍ Runavík 2    | 40 | 27 | 12 | 4 | 11 | 57 | 60 | -3  |
|  | 7.   | KÍ Klaksvík 2    | 33 | 27 | 9  | 6 | 12 | 43 | 47 | -4  |
|  | 8.   | B36 Tórshavn 2   | 30 | 27 | 8  | 6 | 13 | 42 | 60 | -18 |
|  | 9.   | Suðuroy          | 26 | 27 | 6  | 8 | 13 | 40 | 61 | -21 |
|  | 10.  | EB/Streymur 2    | 25 | 27 | 7  | 4 | 16 | 40 | 69 | -29 |

Legenda:
      Promosso alla Formuladeild 2022
      Retrocesse in 2. deild 2022
Regolamento:
Tre punti a vittoria, uno a pareggio, zero a sconfitta.

## Statistiche

### Classifica marcatori
| Gol |  |  | Giocatore          | Squadra          |
| --- |  |  | ------------------ | ---------------- |
| 20  |  |  | Clayton Nascimento | B71 Sandur       |
| 16  |  |  | Símin Hansen       | AB Argir         |
| 13  |  |  | Aksel Danielsen    | Skála ÍF         |
| 12  |  |  | Jónas Warner       | B71 Sandur       |
| 12  |  |  | Martin Klein       | Víkingur Gøta II |

(fonte: transfermarkt.com)